# Napaeus nanodes
Napaeus nanodes é uma espécie de gastrópode da família Enidae.
É endémica de Espanha.